# KkStB 176
| BWB V / kkStB 176 / ČSD 403.1 | BWB V / kkStB 176 / ČSD 403.1 | BWB V / kkStB 176 / ČSD 403.1 |
| ----------------------------- | ----------------------------- | ----------------------------- |
|                               | 176.15–17                     | 176.18–19                     |
| Hersteller                    | Wiener Neustadt               | Wiener Neustadt               |
| Bauart                        | D n2                          | D n2                          |
| Zylinder-Ø                    | 520 mm                        | 520 mm                        |
| Kolbenhub                     | 632 mm                        | 632 mm                        |
| Treibrad-Ø                    | 1.258 mm                      | 1.258 mm                      |
| fester Radstand               | 2.800 mm                      | 2.800 mm                      |
| Gesamtradstand                | 4.200 mm                      | 4.200 mm                      |
| Gesamtradstand mit Tender     | 11.000 mm                     | 11.000 mm                     |
| Anzahl d. Rohre               | 216                           | 216                           |
| Heizfl. d. Rohre              | 147,4 m²                      | 147,4 m²                      |
| Heizfl. d. Feuerbüchse        | 10,6 m²                       | 10,6 m²                       |
| Rostfl.                       | 2,36 m²                       | 2,36 m²                       |
| Dampfdruck                    | 9                             | 10                            |
| Tender                        | 41                            | 41                            |
| Gewicht (leer)                | 40,9 t                        | 42,8 t                        |
| Adhäsionsgewicht              | 46,6 t                        | 48,6 t                        |
| Dienstgewicht                 | 46,6 t                        | 48,6 t                        |
| Länge                         | k. A.                         | k. A.                         |
| Höhe                          | k. A.                         | k. A.                         |
| Vmax                          | 35 km/h                       | 35 km/h                       |

Die kkStB 176 war eine Güterzug-Schlepptenderlokomotivreihe der k.k. österreichischen Staatsbahnen kkStB, deren Lokomotiven ursprünglich für die Böhmische Westbahn (BWB) beschafft wurden.

## Geschichte
Die BWB beschaffte fünf Stück dieser vierfach gekuppelten Güterzuglokomotiven 1881 (3 Stück) und 1888 (2 Stück) bei der Wiener Neustädter Lokomotivfabrik.
In für Neustadt typischer Weise hatten die Maschinen Außenrahmen und Innensteuerung.
Sie erhielten die Namen „HERKULES“, „NEPTUN“, „VULCAN“, „JUPITER“ und „SATURN“.
Nach der Verstaatlichung der BWB 1894 bezeichnete die kkStB die fünf Lokomotiven zunächst als 76.15–19, ab 1905 als 176.15–19.
Nach dem Ersten Weltkrieg kamen die fünf Lokomotiven dieser Reihe als Reihe 403.1 zur ČSD, zwei davon waren bis 1947 im Einsatz.